# Friedrich Tamms
Friedrich Tamms (Schwerin, 4 de noviembre de 1904 - Düsseldorf, 14 de julio de 1980) fue un arquitecto alemán.

## Biografía
Estudió en la escuela superior técnica de Múnich. Junto a Albert Speer y Rudolf Wolters pasó a la Universidad Técnica de Berlín. 
Empezó su carrera profesional en el servicio público para la construcción de puentes en Berlín. 
De 1935 a 1939 fue consejero de la Dirección para la construcción de las autopistas del Reich. 
Como colaborador de la Organización Todt diseñó ocho Torres Flak. 
También participó en la reconstrucción de las ciudades bombardeadas de Aquisgrán y Lübeck. 
En agosto de 1944 Hitler le inscribió en la Gottbegnadeten-Liste (literalmente:Lista de los bendecidos por Dios), la lista de los artistas más importantes del nazismo, exentos del servicio militar.  
Después de la Segunda Guerra Mundial trabajó en el servicio de urbanismo de la ciudad de Düsseldorf.